# Alfonso López Perona
Alfonso López Perona (Madrid, 18 de febrero de 1956) es un diplomático español.
Licenciado en Derecho, ingresó en 1984 en la carrera diplomática. Ha estado destinado en las representaciones diplomáticas españolas en Zaire, Perú, Estados Unidos, la India y Portugal. Ha sido subdirector general de Programas de Cooperación de la Agencia Española de Cooperación Internacional, jefe del Gabinete Técnico del Presidente del Tribunal Constitucional y subdirector general de América del Norte. En 2004 fue nombrado segundo jefe en la embajada de España en Argelia y en 2006 pasó a ocupar el puesto de segundo jefe en la embajada de España en Suiza. En marzo de 2011, fue nombrado embajador de España en Guinea-Bisáu.